# 李海东
李海东（1931年9月—2019年8月12日），男，广东紫金人，中华人民共和国政治人物，曾任中共深圳市委常委、中共深圳市纪委书记、深圳市人大常委会主任。